# Поплака
Поплака (рум. Poplaca) — комуна у повіті Сібіу в Румунії. До складу комуни входить єдине село Поплака.
Комуна розташована на відстані 215 км на північний захід від Бухареста, 9 км на південний захід від Сібіу, 121 км на південь від Клуж-Напоки, 121 км на захід від Брашова.

## Населення
За даними перепису населення 2002 року у комуні проживали 1779 осіб.
Національний склад населення комуни:
| Національність | Кількість осіб | Відсоток |
| -------------- | -------------- | -------- |
| румуни         | 1697           | 95,4%    |
| цигани         | 72             | 4,0%     |
| німці          | 5              | 0,3%     |
| угорці         | 4              | 0,2%     |
| українці       | 1              | 0,1%     |

Рідною мовою назвали:
| Мова      | Кількість осіб | Відсоток |
| --------- | -------------- | -------- |
| румунська | 1772           | 99,6%    |
| німецька  | 5              | 0,3%     |
| угорська  | 2              | 0,1%     |

Склад населення комуни за віросповіданням:
| Релігія                                       | Кількість осіб | Відсоток |
| --------------------------------------------- | -------------- | -------- |
| православні                                   | 1711           | 96,2%    |
| баптисти                                      | 31             | 1,7%     |
| п'ятдесятники                                 | 16             | 0,9%     |
| лютерани (Синодально-пресвітеріанська церква) | 3              | 0,2%     |
| реформати                                     | 2              | 0,1%     |
| греко-католики                                | 2              | 0,1%     |
| не релігійні                                  | 2              | 0,1%     |
| римо-католики                                 | 1              | 0,1%     |
| адвентисти                                    | 1              | 0,1%     |

## Зовнішні посилання
- Дані про комуну Поплака на сайті Ghidul Primăriilor